# Штајнсберг (Рајна-Палатинат)
Штајнсберг (њем. Steinsberg) општина је у њемачкој савезној држави Рајна-Палатинат. Једно је од 137 општинских средишта округа Рајн-Лан. Према процјени из 2010. у општини је живјело 256 становника. Посједује регионалну шифру (AGS) 7141130.

## Географски и демографски подаци
Штајнсберг се налази у савезној држави Рајна-Палатинат у округу Рајн-Лан. Општина се налази на надморској висини од 234 метра. Површина општине износи 2,9 km². У самом мјесту је, према процјени из 2010. године, живјело 256 становника. Просјечна густина становништва износи 88 становника/km².